# 엔터테인먼트 소프트웨어 협회
엔터테인먼트 소프트웨어 협회(영어: Entertainment Software Association 줄여서 ESA)는 미국의 비디오 게임 산업 협회이다. 1994년 4월 인터랙티브 디지털 소프트웨어 협회 (IDSA)로 처음 결성되었으며, 2003년 6월 16일 명칭을 변경했다. 협회 사무실은 워싱턴 D.C.에 있다.
캡콤, 디즈니 인터랙티브, 에이도스 인터랙티브, 일렉트로닉 아츠, 코나미, 마이크로소프트, 미드웨이 게임스, 반다이 남코 홀딩스, 닌텐도, 세가, 소니 컴퓨터 엔터테인먼트, 스퀘어 에닉스, 테이크투 인터랙티브, THQ, 유비소프트, 와일드탄젠트 등, 대형 게임사나 미국 지사를 두고 있는 대부분의 회사들이 ESA의 회원사이다.
ESA는 다음과같은 업무를 한다:
- 일렉트로닉 엔터테인먼트 엑스포 (E3 미디어 및 비즈니스 서밋, 지금은 일렉트로닉 엔터테인먼트 엑스포) 주최
- 오락 소프트웨어 등급 위원회 (ESRB) 지원
- 소프트웨어 저작권 침해를 근절하기 위해 노력
- 정부가 부과한 비디오 게임 검열과 규제 완화를 위해 노력

ESA의 창립자는 더그 로웬스타인이다. 2006년 12월 14일, 게임 블로그 코타쿠는 그가 게임 업계 외부의 금융 계열에서 일하기 위해 사퇴했다고 보도했다. 2007년 5월 17일, 마이클 갤러거가 더그 로웬스타인 대신 ESA의 회장이 되었다.
2007년 8월 18일, ESA의 것으로 추정되는 IP 주소를 가진 사람이 미국 위키백과의 모드칩과 어밴던웨어 항목을 수정했다는 사실이 밝혀졌다. 그는 해당 항목들을 ESA가 주장하는 법적 견해를 나타내는 내용으로 변경했었다.

## ESA 회원사 목록
아래는 2011년 현재 ESA 공식 웹사이트에서 확인할 수 있는 회원사 목록이다.
- 505 게임스
- 나츠메
- 남코 반다이
- 넥슨
- 닌텐도
- 디즈니 인터랙티브
- 딥 실버
- 리얼타임 월즈
- 마이크로소프트
- 사우스픽 인터랙티브
- 세가
- 세븐45 스튜디오
- 슬랭
- 스퀘어 에닉스
- 소니 컴퓨터 엔터테인먼트
- 소니 온라인 엔터테인먼트
- 에이도스 인터랙티브
- 에픽 게임스
- 엑시드 게임스
- 엔비디아
- MTV 게임스
- 오게임스
- 워너브라더스 인터랙티브 엔터테인먼트
- 유비소프트
- 이그니션 엔터테인먼트
- 일렉트로닉 아츠
- 캡콤
- 코나미
- 코에이 테크모
- 크래이브 엔터테인먼트
- 테이크투 인터랙티브
- 트라이온 월즈 네트워크
- THQ
- 퍼펙트 월드 엔터테인먼트
- 플레이로직 엔터테인먼트
- 허 인터랙티브

2008년 5월 23일, 액티비전, 비벤디 게임스, 루카스아츠, id 소프트웨어는 ESA에서 탈퇴했다.
2008년 10월 9일 코드마스터스가 ESA에서 탈퇴했다.